# Mohamed Dib
Mohamed Dib (arabul: محمد ديب) (Tlemcen, 1920. július 21. – La Celle-Saint-Cloud, 2003. május 2.) algériai író.

## Élete
A marokkói határ melletti Tlemcenben született, elszegényedett középosztálybeli családba. Fiatalon elvesztette apját. 15 éves korában kezdett a költészettel foglalkozni, 18 évesen tanár lett a közeli marokkói városban, Oujdában. Huszas és harmincas éveiben dolgozott szövőként, tanárként, tolmácsként (a francia és az angol hadsereg számára), valamit újságíróként az Alger Républicain és a Liberté, az Algériai Kommunista Párt lapjában.
1952-ben, két évvel az Algériai háború előtt feleségül vett egy francia nőt, belépett a kommunista pártba s Franciaországba látogatott. Ugyanebben az évben jelent meg első regénye, a La Grande Maison. Tagja volt a Generation of '52-nek, az algériai írók azon csoportjának, amelybe Albert Camus és Mouloud Feraoun is beletartozott. 1959-ben a francia hatóságok kiutasították Algériából a függetlenség támogatása és regényei sikere miatt (amelyek a legtobb algériai számára a gyarmati élet valóságát ábrázolták). Ahelyett, hogy több algéria nacionalista példáját követve Kairóba ment volna, Franciaországba ment, ahol több író (köztük Camus) közbenjárására megengedték neki, hogy letelepedjen. 1967-től elsősorban a Párizs melletti La Celle-Saint-Cloud-ban élt.
1976 és 1977 közt a Kaliforniai Egyetem tanára volt. A Sorbonne Egyetem-en is tanított. Később több utazást is tett Finnországba, amely több regényének színtere volt. Halála után Jean-Jacques Aillagon, az akkori francia kulturális miniszter így nyilatkozott: Dib "spirituális híd volt Algéria és Franciaország, észak és a Földközi-tenger között".
1955-ben Fénéon-díjat, 1998-ban Mallarmé-díjat kapott.

## Munkássága
Munkáiban Dib azzal foglalkozott, hogy az algériai mindennapi élet hiteles élményét megismertesse a tágabb, elsősorban francia nyelvű világba juttassa. Nagy hatással volt rá az algériai háború (1954-1962), átalakította gondolkodását, s arra késztette, hogy felhívja a világ figyelmét az algériai nép függetlenségi harcára. 
Első, La grande maison című regénye egy algériai családról szóló trilógia első része volt. A főszereplő, Omar egy fiatal fiú, aki szegénységben nő fel a második világháború előtti Algériában. A trilógiát Émile Zola naturalista stílusához hasonlóan írta meg. A második rész, a L'Incendie Omar életét követi a háborúban, az 1957-ben megjelent Le Métier à tisser, a trilógia utolsó kötete Omar algériai munkásságával foglalkozik. A mű részben önéletrajzi jellegű. Későbbi munkái már nem mindig követik e műve naturalista stílusát, felbukkannak írásaiban a szürrealista elemek, sőt 1962-es Qui se souvient de la mer című alkotása tudományos-fantasztikus hatásokról is tanúskodik. 1985 és 1994 közt négy, részben önéletrajzi jellegű regényt írt egy észak-afrikai férfiról, aki egy északi országba látogat, s gyermeke születik egy helyi nőtől. E regényfolyam utolsó kötete az apja szülőföldjére látogató gyermekről szól. Dib közreműködött több finn irodalmi alkotás franciára fordításában is.

## Munkái
- La grande maison (1952) (Fénéon-díjat nyert)
- L'incendie (1954)
- Au café (1957)
- Le métier à tisser (1957)
- Baba Fekrane (1959)
- Un été africain (1959)
- Ombre gardienne (1961)
- Qui se souvient de la mer (1962)
- Cours sur la rive sauvage (1964)
- Le talisman (1966)
- La danse du roi (1968)
- Formulaires (1970)
- Dieu en barbarie (1970)
- Le Maître de chasse (1973)
- L'histoire du chat qui boude (1974)
- Omneros (1975)
- Habel (1977)
- Feu beau feu (1979)
- Mille hourras pour une gueuse (1980)
- Les terrasses d'Orsol (1985)
- O vive- poèmes (1987)
- Le sommeil d'Ève (1989)
- Neiges de Marbre (1990)
- Le Désert sans détour (1992)
- L'infante Maure (1994)
- L'arbre à dires (1998)
- L'Enfant-Jazz (1998)
- Le Cœur insulaire (2000)
- The Savage Night (2001)
- Comme un bruit d'abeilles (2001)
- L.A. Trip (2003)
- Simorgh (2003)
- Laezza (2006)

## Magyarul megjelent művei
Néhány novelláját a Nagyvilág közölte. Antológiákban megjelent írása:
- Jól sikerült menyegző (novella, Utak a Föld körül című antológia, Kozmosz Könyvek, 1966; utánközlés: Ismeretlen ismerősök című antológia, Móra, 1969)

## Fordítás
- Ez a szócikk részben vagy egészben  a   Mohammed Dib című angol Wikipédia-szócikk ezen változatának fordításán alapul.  Az eredeti cikk szerkesztőit annak laptörténete sorolja fel. Ez a jelzés csupán a megfogalmazás eredetét és a szerzői jogokat jelzi, nem szolgál a cikkben szereplő információk forrásmegjelöléseként.